# Баран, Даниил Дмитриевич
Даниил Дмитриевич Баран (бел. Данііл Дзмітрыевіч Баран; род. 30 ноября 2002, Пружаны, Брестская область) — белорусский футболист, полузащитник клуба «Нафтан».

## Карьера
Выступал в клубах белорусской Второй Лиги «Пружаны» и «Полоцк-2019». В начале 2023 года присоединился к новополоцкому «Нафтану», где стал выступать за дублирующий состав. Дебютировал за клуб 7 июля 2023 года в матче против гродненского «Немана», выйдя на замену на 87 минуте. На протяжении сезона футболист был игроком дублирующего состава, сыграв за новополоцкий клуб 2 матча в чемпионате, результативными действиями не отличившись.